# Pueblo sirio
Los sirios (árabe: سوريون, Sūriyyūn), también conocidos como el pueblo sirio (árabe: الشعب السوري, ALA-LC: al-sha'ab al-Sūrī; siríaco: ܣܘܪܝܝܢ), son la mayoría de los habitantes de Siria y comparten raíces semíticas levantinas comunes. La herencia cultural y lingüística del pueblo sirio es una mezcla de elementos nativos y culturas extranjeras que han llegado a habitar la región de Siria y han gobernado a su gente a lo largo de miles de años. La lengua materna de la mayoría de los sirios es el árabe levantino, que reemplazó a la antigua lengua materna, el arameo, a raíz de la conquista musulmana del Levante en el siglo VII. La conquista condujo al establecimiento de califatos bajo sucesivas dinastías árabes, quienes, durante el período del Califato abasí, promovieron el uso de la lengua árabe. Una minoría de sirios conservó el arameo, que todavía se habla en sus dialectos oriental y occidental. En 2018, la República Árabe Siria tenía una población estimada de 19,5 millones, que incluye, además de la mayoría mencionada, minorías étnicas como kurdos, armenios, asirios y otros.
Antes de la Guerra Civil Siria, la diáspora siria estaba formada por 15 millones de personas de ascendencia siria que inmigraron a América del Norte (Estados Unidos y Canadá), los Estados miembros de la Unión Europea (incluidos Suecia, Francia y Alemania), América del Sur (principalmente en Brasil, Argentina, Venezuela, Chile y Colombia), las Indias Occidentales, África, Australia y Nueva Zelandia. Seis millones de refugiados de la Guerra Civil Siria también viven ahora fuera de Siria, la mayoría en Turquía.